# Die Bettelprinzeß
Die Bettelprinzeß ist ein Roman von Hedwig Courths-Mahler. Veröffentlicht wurde das Werk erstmals 1914 im Deutschen Druck- und Verlagshaus, Berlin.
Im Mittelpunkt der Geschichte steht die junge Liselotte, eine Waise, die nicht ahnt, dass sie eine Gräfin und einzige Erbin eines bedeutenden Vermögens ist. Als Almosenempfängerin im Haushalt eines Barons hat sie allerhand Demütigungen zu erleiden, bis die leibliche Großmutter sie schließlich findet, aus ihrer Drangsal und Unwissenheit erlöst und dafür sorgt, dass sie auch den Mann heiraten kann, den sie liebt.

## Handlung
Ort der Handlung ist das fiktive thüringische Dorf Bodenhausen, die Zeit die Gegenwart der Autorin, also die Zeit vor dem Ersten Weltkrieg. Im Gasthof zur Weißen Taube waltet als Wirtin resolut und warmherzig die Witwe Martha Schulte; unterstützt wird sie von ihrem Hausknecht Heinrich.
Zwei weitere lokale Persönlichkeiten sind der Baron und die Baronin von Bodenhausen, die hier ein Schloss haben, in dem sie mit ihren beiden Kindern leben: dem dreizehnjährigen Junker Hans und der fünfjährigen Lori. Hans hat ein gutes Herz, ist aber ein wenig schüchtern, während Lori verzogen und trotz ihres geringen Alters bereits ein wahrer Teufel an Dünkelhaftigkeit, Selbstsucht und Taktlosigkeit ist. Die Eltern sind keine schlechten Menschen, beiden fehlt es jedoch an einem inneren Kompass, was sich unter anderem darin äußert, dass sie das Schloss nachlässig bewirtschaften und im Laufe der Handlung in ernstliche finanzielle Schwierigkeiten geraten werden.
In der Weißen Taube erscheint eine Fremde, Maria Hochberg, und bittet um ein bescheidenes Quartier, das Frau Schulte ihr gern gewährt. Maria ist noch jung, aber nach dem erst kurz zuvor erfolgten Tode ihres Mannes gezwungen, sich Arbeit zu suchen. Sie wird ihr Einkommen bald aus dem Malen von Blumenstücken bestreiten, einer Tätigkeit, die sie schon vor ihrer Verheiratung ausgeübt hatte. Sie ist eine in sich gekehrte, bescheidene Person, die sich von der Dorfgemeinschaft etwas absondert, was ihr unberechtigterweise den Ruf verschafft, sie halte sich selbst für etwas Besonderes. Maria hat ein fünfjähriges Töchterchen, Liselotte. Diese würde gern mit den beiden anderen Kindern, Hans und Lori, spielen. Während Hans das kleine Mädchen auf Anhieb gern hat, empfindet Lori gegen die ihrer Meinung nach allzu ärmliche Liselotte einen unüberwindlichen Widerwillen und blockiert nicht nur jeden Kontakt, sondern belegt das Mädchen auch noch mit dem Spitznamen „Bettelprinzeß“.
Was weder Liselotte noch die Bewohner von Bodenhausen wissen: Liselottes Vater war Graf Botho von Hochberg, der einzige Sohn und Erbe des reichen Grafen Armin von Hochberg-Lindeck und seiner Frau Katharina. Nach dem Willen des strengen Vaters hätte Botho eine Reichsgräfin heiraten sollen; seine Liebe galt jedoch Maria, die eine schlichte bürgerliche Waise war. Weil Botho sie trotzdem geheiratet hat, kam es zum Bruch mit dem Vater. Gräfin Katharina hätte aus Liebe zu ihrem Sohn eine bürgerliche Schwiegertochter akzeptiert, konnte sich gegen ihren Mann aber nicht durchsetzen. Botho und Maria waren gezwungen, in einfachen Verhältnissen zu leben; auf den Titel einer Gräfin hatte Maria bereits verzichtet. Um eine Versöhnung zwischen Vater und Sohn herbeizuführen, lud ein Nachbar des Grafen von Hochberg, Baron Rainau, Botho schließlich zu sich ein. Baron Rainau und Botho waren enge Freude. Graf Armin hatte sich dann aber geweigert, Botho zu empfangen. Botho kam unmittelbar danach ums Leben, und zwar beim Versuch, auf dem Grund und Boden seines Vaters einen Wilderer zu fassen, der ihn mit seinem Gewehr aber erschossen hat.
In einer Vorahnung ihres eigenen Todes vertraut Maria dem protestantischen Pfarrer von Bodenhausen, Helmers, Geld und Papiere an, die dieser für Liselotte verwahren und dem Mädchen an ihrem 18. Geburtstag aushändigen soll. Tatsächlich kommt Maria bald nach ihrer Ankunft im Dorfe ums Leben, als das Pferdegespann des Barons am Gasthof wild vorbeiprescht und die Mutter ihr Kind vor dem Überfahrenwerden zu schützen versucht. Die Hufe der ungebärdigen Rösser treffen sie tödlich. Der Baron fühlt bis zu einem gewissen Grade mitverantwortlich für das Unglück und erklärt sich bereit, Liselotte zu sich zu nehmen und zusammen mit Lori erziehen zu lassen. Frau Schulte und ihr Knecht Heinrich werden wichtige Ansprechpersonen bleiben, zumal Liselotte schon allein deshalb weiterhin oft ins Dorf kommt, um das Grab ihrer Mutter zu besuchen.
Fünf Jahre später. Lori ist außer sich vor Empörung darüber, die „Bettelprinzeß“ zur Ziehschwester zu haben, behandelt Liselotte wie eine Sklavin und macht ihr das Leben in Schloss Bodenhausen zur Hölle. Der Baron und die Baronin geben Liselotte ein einfaches Kämmerchen und Loris abgelegte Kleidung und ignorieren sie. Fräulein Herter, die Erzieherin, liebt die kleine Waise jedoch, als wäre diese ihr eigenes Kind. Da weder sie Liselotte gegen Loris Feindseligkeit nicht schützen kann, lehrt sie das Kind Konzilianz und Fügsamkeit:

„„Sei nur nicht traurig, meine kleine Liselotte. Lori meint das gar nicht so schlimm. Man muß sich mancherlei im Leben gefallen lassen, wenn man arm ist. Daran wirst du dich gewöhnen. Aber ich habe dich lieb und Junker Hans auch. Daran denke, wenn dich Lori kränkt, und schweige still dazu.““

„„Unrecht leiden ist besser, als Unrecht tun, mein liebes Kind. Ich weiß, daß du keine Strafe verdient hast, weiß, daß Lori schuldig ist. Gräme dich nicht darum, der liebe Gott sieht in die Herzen der Menschen und weiß, weshalb er dir diese Prüfung auferlegt.““

Hans besucht inzwischen ein auswärtiges Gymnasium und ist nur noch selten zu Hause. Da Liselotte ihn innig liebt, hat es großen Effekt auf sie, dass Hans ihr Verhalten in dieselbe Richtung weist wie Fräulein Herter:

„„Sei tapfer, kleine Liselotte, weine nicht,“ sagte er zu ihr, wenn er merkte, wie böse Lori zu ihr war. Dann fühlte sich Liselotte wunderbar getröstet und der ganze Liebesreichtum ihres verlassenen Gemüts gehörte dem Junker.“

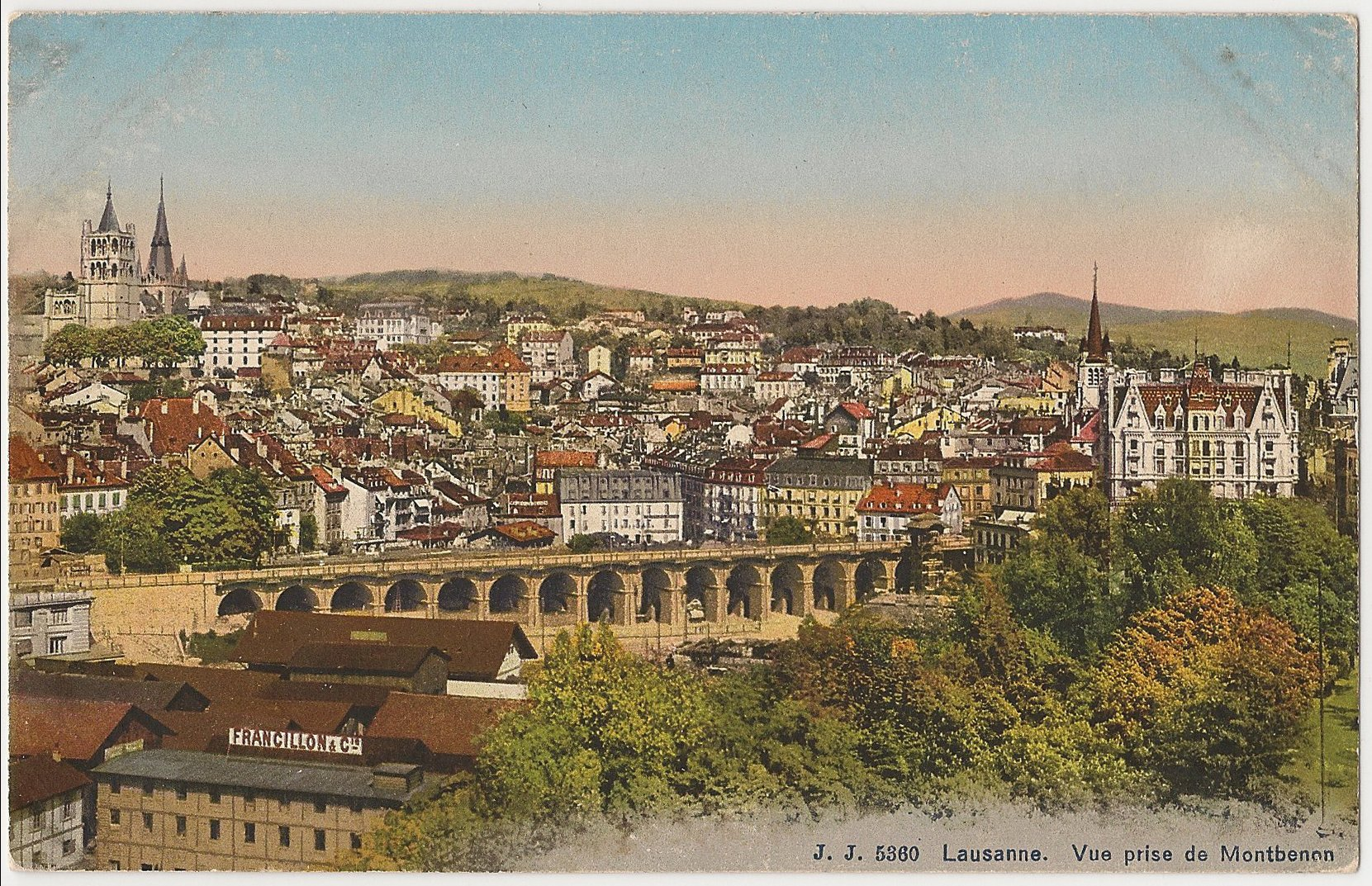
Lausanne vor dem Ersten Weltkrieg. Lori und Liselotte besuchen dort ein Internat.

Tatsächlich nimmt Liselotte Loris Anfeindungen und Herabsetzungen mit unveränderlicher Duldsamkeit und Langmut entgegen und entwickelt dabei sämtliche Tugenden und Vorzüge, die Lori so fehlen: Selbstbeherrschung, Tapferkeit, Gehorsam, Klugheit, Fleiß, Bescheidenheit, Dankbarkeit, Vorurteilslosigkeit, gute Manieren und eine natürliche Vornehmheit; im Heranreifen wird sie sogar schöner als Lori. Weitere vier Jahre später – die beiden Mädchen sind inzwischen 14 Jahre alt – werden Lori und Liselotte konfirmiert. Obwohl der Baron sich mittlerweile in ernsthaften finanziellen Problemen befindet, werden sie zu ihrer weiteren Ausbildung nach Lausanne in die Pension von Madame Chevaux geschickt. Die bisherige Erzieherin, Fräulein Herter, wird entlassen und geht zunächst zu ihrer verheirateten Schwester; später wird sie erneut als Erzieherin arbeiten, unter Umständen, in denen sie sehr unglücklich ist. Im Pensionat sind die Mädchen gezwungen, sich ein Zimmer teilen. Lori fordert von Liselotte nicht nur Zofendienste, sondern verklatscht sie auch bei den Mitschülerinnen. Erst nach vielen Monaten entdecken einige von diesen Liselottes guten Charakter und schließen sich ihr als Freundinnen an. Wie schon bei Fräulein Herter erweist Liselotte sich auch im Internat als eine hervorragende Schülerin. Der Musiklehrer entdeckt, dass sie darüber hinaus auch ein musikalisches Ausnahmetalent mit dem Zeug zu einer ganz großen Sängerin ist. Auf der Schulbühne erhält Liselotte Gelegenheit, mit ihrem Können zu glänzen.
Als die Mädchen während der Weihnachtsferien nach Hause kommen, haben die finanziellen Probleme des Barons sich so weit zugespitzt, dass Hans dazu bestimmt worden ist, eine reiche Erbin zu heiraten. Gelegen kommt ihnen auch Madame Chevaux’ Hinweis, dass Liselotte – etwas Gesangsunterricht vorausgesetzt – das Zeug zu einer gut verdienende Bühnensängerin hat. Um sich von ihrem Können einen Eindruck zu verschaffen, ermutigen sie Liselotte, während des Festes einige Weihnachtslieder vorzutragen. Diese ist zwar viel zu bescheiden, um einer Gesangsausbildung zuzustimmen, doch hat ihr häusliches Singen den Effekt, dass Junker Hans sich noch stärker zu ihr hingezogen fühlt. Die Baronin entgeht weder dies noch dass Liselotte inzwischen schöner ist als ihre eigene Tochter. Um sowohl Hans als auch Lori leichter verheiraten zu können, beschließt die Baronin, Liselotte nach Abschluss ihrer Bildung so schnell wie möglich aus dem Hause zu schaffen.
Dieser Plan wird durch eine unerwartete Wendung der Geschicke der Baronsfamilie gestört. Hans, der zwar ein durch und durch guter Kerl, aus den jugendlichen Flausen aber noch nicht ganz herausgewachsen ist, hat 10.000 Mark Spielschulden gemacht. Kurz nach Weihnachten gesteht er dies den Eltern, die seiner impliziten Bitte um finanzielle Hilfe eine Absage erteilen müssen. Hans entfährt daraufhin der Ausruf: „Ist es ganz unmöglich, Papa? Du weißt, was es heißt, auf Ehrenwort solche Summe schulden. Mir bleibt dann nichts – als eine Kugel“. Liselotte, die das Gespräch vom Nebenraum aus unfreiwillig und unbemerkt hatte mitanhören müssen, stürzt mit einem Aufschrei in das Zimmer und fleht um die Erlaubnis, Hans’ Leben retten und ihm helfen zu dürfen: schließlich habe sie von der Mutter 15.000 Mark geerbt. Zögernd willigt der Baron ein, dass sie das Geld für diesen Zweck hergibt. Vor den Augen seiner Eltern küsst Hans Liselotte auf den Mund. Die beiden Mädchen kehren nach Lausanne zurück.
Auf Schloss Hochberg ist Graf Armin derweil schwer erkrankt. Sterbend erklärt er, dass er Bothos Witwe und deren Kind als Schwiegertochter und Enkelin anerkennen will. Gräfin Katharina lässt Nachforschungen anstellen, findet heraus, dass Maria zuletzt im Bodenhausener Gasthof Weiße Taube war und reist dort als „Gräfin Lindeck“ an, also inkognito. Von der Wirtin erfährt sie, dass Maria schon lange nicht mehr lebt, dass Liselotte auf Schloss Bodenhausen aufgewachsen ist und dass der Baron inseriert hat, um für Liselotte eine Anstellung zu finden. Liselotte und Lori sind inzwischen 17 Jahre alt und nach Abschluss ihrer Pensionsausbildung nach Bodenhausen zurückgekehrt. Gräfin Katharina zögert, Liselotte gleich mit der ganzen Wahrheit ins Haus zu fallen, denn schließlich hat sie sich ja viele Jahre lang nicht um sie gekümmert und möchte sich, bevor sie sich als Liselottes Großmutter zu erkennen gibt, erst ihre Zuneigung verdienen. Darum nimmt sie Kontakt unter dem Vorwand auf, die Stellenanzeige gelesen zu haben und Liselotte als Gesellschafterin engagieren zu wollen. Bei ihrer Begegnung fassen das Mädchen und die alte Dame spontan große Zuneigung zueinander, man wird sich handelseinig, Gräfin Katharina empfängt vom Baron Liselottes persönliche Papiere und reist gemeinsam mit der neuen „Gesellschafterin“ ab.
In Schloss Hochberg, das sich als viel stattlicher erweist als Schloss Bodenhausen, wird Liselotte zu ihrer Überraschung wie eine Dame gehalten, erhält schöne Gemächer, kostbare Kleider und eine eigene Zofe. Anhand eines Gemäldes des verstorbenen Botho erzählt Gräfin Katharina Liselotte ihr dessen Geschichte, verschweigt zunächst aber weiterhin, dass Botho Liselottes Vater war. Erst an ihrem 18. Geburtstag darf Liselotte in Katharinas Beisein die von Maria hinterlassenen Dokumente lesen, aus denen hervorgeht, dass sie Katharinas Enkelin, Bothos Tochter und eine Gräfin von Hochberg ist. Unter den Geburtstagsgratulationen befindet sich ein Brief von Junker Hans, der sie zu diesem Zeitpunkt natürlich weiterhin für die „Bettelprinzess“ hält. Hans teilt Liselotte darin mit, dass er sie liebt und keine andere als sie heiraten will. Da ihm für einen regulären Heiratsantrag derzeit das Geld fehle, wolle er ins Ausland gehen, um sich dort eine Existenz aufzubauen. Da seine Abreise Liselotte das Herz brechen würde, verspricht Gräfin Katharina zu helfen. Liselotte darf Hans ihre Gefühle in einem Antwortbrief offenbaren, aber noch nicht verraten, dass sie eine Gräfin Hochberg ist.
Baron von Bodenhausen hat Liselotte zwar kein liebevolles Zuhause gegeben, aber doch verhindert, dass sie „als ein kleines, unwissendes Bauernmädchen“ aufwächst; aus Dank dafür ist Gräfin Katharina nun gern bereit, etwas für ihn zu tun. Als Schloss Bodenhausen unter den Hammer kommt, erwirbt sie das Anwesen für Liselotte mit Baron Rainau als Mittelsmann: der neue Besitzer soll erst inkognito bleiben. Katharina hat sich über die Familie des Barons allerhand Gedanken gemacht. So soll diese zeitlebens auf Schloss Bodenhausen bleiben dürfen, jedoch im Angestelltenverhältnis: der Baron als Verwalter; Junker Hans soll nicht ins Ausland gehen, sondern von seinem Vater als Verwalter ausgebildet werden. Lori soll als Wirtschafterin eine Hausangestellte ersetzen und die armselige Kammer beziehen, in der früher Liselotte geschlafen hatte; all dies ist ein Schock für sie, aber nicht der erste, denn kurz zuvor hatte sie bereits erfahren, dass ihre Familie Lori wegen der Beseitigung von Hans’ Spielschulden überaus verpflichtet ist. Auf Wunsch von Liselotte ruft Katharina auch Fräulein Herter zurück; sie soll als Liselottes Gesellschafterin lebenslang ein gutes Auskommen finden.
Schließlich präsentiert Gräfin Katharina dem Baron und seiner Familie die neue Besitzerin von Schloss Bodenhausen: die junge Gräfin von Hochbeck – Liselotte. Diese trauen ihren Augen nicht. Als Liselotte Lori, ohne jede Ranküne im Herzen, die Hand zur Versöhnung reicht, ist diese zutiefst beschämt. Im Anschluss wird sie sich in einen guten Menschen verwandeln. Heinrich, der Hausknecht im Gasthof zur Weißen Taube, möchte Trine Grützner heiraten und das Gasthaus in Pacht nehmen, hat dafür aber nicht genug Geld. Um ihm zu helfen, gibt Liselotte die Aussteuer.
Ein Jahr später feiern Liselotte und Junker Hans Hochzeit.

## Entstehungskontext
Mit dem 1876 erschienenen gleichnamigen Roman von Edmund Hoefer hat Courths-Mahlers Roman außer dem Titel keine Gemeinsamkeiten.

## Interpretation
Elke Liebs hat den Roman als Beispiel für Courths-Mahler immer wiederkehrende „Urszene“ genannt, die im „Gefühl des Ausgesetztseins, der Armut und des Verwaistseins“ bestehe.
Peter Sprengel hat den Roman als Aschenbrödel-Geschichte eingestuft. Während das klassische Aschenbrödel-Motiv darin besteht, dass ein arm geborenes Mädchen durch Heirat mit einem reichen Adligen sozial aufsteigt, ist im vorliegenden Falle die Heldin von höherer Geburt als ihr „Prinz“. Auch trägt dieser überhaupt nichts zu ihrem sozialen Aufstieg bei; es ist umgekehrt Liselotte, die Junker Hans gleich zweimal aus prekären Lebensumständen erlöst.

## Verfilmung
- Die Bettelprinzess, Fernsehfilm, Deutschland 1974

## Ausgaben (Auswahl)
- Die Bettelprinzeß. Deutsches Druck- und Verlagshaus, Berlin 1914.
- Die Bettelprinzeß. Bastei-Lübbe, 2017 (Hedwig Courths-Mahler, Folge 162).
- Die Bettelprinzeß. e-artnow, 2022, ISBN 978-80-273-6569-2.

- Żebracza księżniczka. Akapit, Katowice 1994 (ins Polnische übertragen von Mateusz Harasimowicz).

- Die Bettelprinzess. Audible, 2004 (Hörbuch, gekürzte Fassung, gelesen von Hella von Sinnen).